# Rhacocarpus orbiculatus
Rhacocarpus orbiculatus là một loài rêu trong họ Rhacocarpaceae. Loài này được (Mitt.) Paris mô tả khoa học đầu tiên năm 1898.